# Matthias Kiefersauer

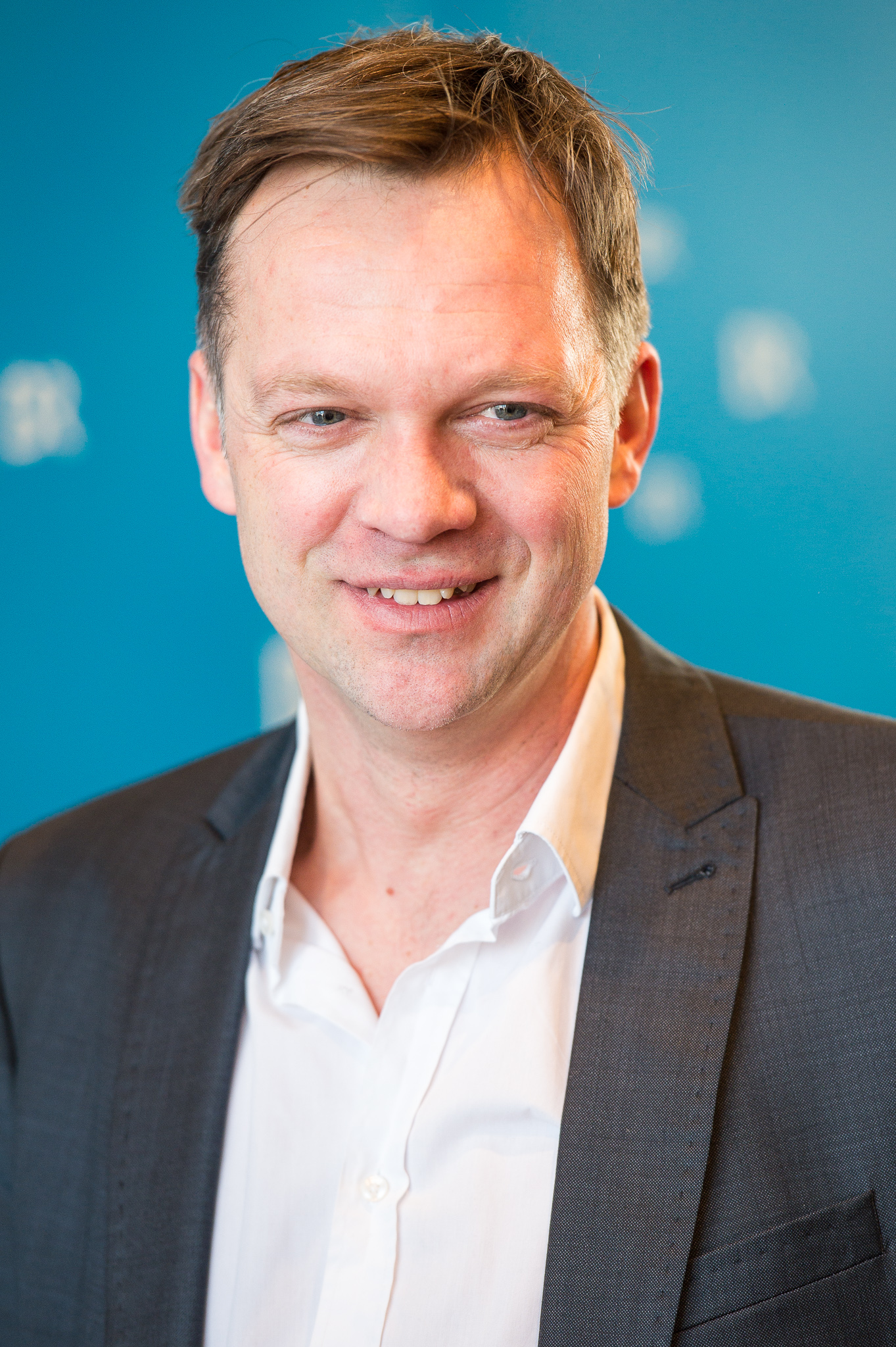
Matthias Kiefersauer (2017)

Matthias Kiefersauer (* 1973 in Wolfratshausen) ist ein deutscher Filmregisseur, Drehbuchautor und Kolumnist.

## Leben und Werk
Kiefersauer wuchs in Waldram, einem Ortsteil von Wolfratshausen, auf und besuchte das Gymnasium Geretsried, das er im Jahr 1992 mit dem Abitur abschloss. Nach dem Zivildienst begann er im Herbst 1993, an der Ludwig-Maximilians-Universität München Germanistik und Politologie zu studieren. Nebenbei bewarb er sich, als Moderator der Jugendsendung Live aus dem Alabama. Die Bewerbung des damals 20-Jährigen verschaffte ihm ein Praktikum bei der für Live aus dem Alabama zuständigen Produktionsfirma TEXT + BILD, das bald in ein Volontariat überging. Ende des Jahres 1994 zog Kiefersauer nach München.
Von 1994 bis 1996 arbeitete er als Volontär bei der Fernsehproduktionsfirma TEXT + BILD. Hier leistete er vor allem Autorentätigkeit für die BR-Jugendsendung Live aus dem Alabama. Dem folgte von 1996 bis 2002 ein Studium in der Dokumentarfilmabteilung der Hochschule für Fernsehen und Film München. Im Rahmen eines Seminars im Jahr 1999 lernte Kiefersauer den Münchner Regisseur Franz X. Bogner kennen. Der ermutigte ihn dazu, seinen Übungsfilm Nudeln auf Bairisch zu drehen. Nach dem Seminar bot Bogner Kiefersauer an, ihm bei der Buchentwicklung für seine Serie Café Meineid (BR) zu helfen. Kiefersauer recherchierte Fälle und Hintergründe für Bogner. Gemeinsam schrieben sie die Drehbücher zu mehreren Folgen der Serie. Einen zweiten Mentor fand Kiefersauer in Franz Xaver Gernstl. Der bayerische Dokumentarfilmer engagierte Kiefersauer 2001 als Schnittregisseur für mehrere Ausgaben seiner Reihe Gernstl unterwegs. Die Zusammenarbeit dauerte zwei Jahre.
Kiefersauer beendete sein Studium an der Hochschule für Fernsehen und Film im Jahr 2002 mit dem Kurzspielfilm Wunderbare Tage, der auf zahlreichen Festivals im In- und Ausland gezeigt wurde und ihm Preise bei den Landshuter Kurzfilmtagen und den Rüsselsheimer Filmtagen einbrachte. Nach der Hochschule drehte Kiefersauer zunächst Dokumentationen für das Bayerische Fernsehen, vor allem für die Reihen Menschen in Bayern und Unter unserem Himmel. Zwischen 2004 und 2005 war er Stipendiat der DrehbuchWerkstatt München. Dort entwickelte er das Drehbuch zu seinem Film Baching, den er im Jahr 2007 drehen sollte. Für das Buch erhielt er den Tankred-Dorst-Preis 2005.
Sein Langfilm-Debüt gab Kiefersauer mit der Komödie Das große Hobeditzn, die er gemeinsam mit Alexander Liegl (Kabarett Valtorta) schrieb und im Jahr 2006 drehte. Ab 2014 inszenierte er die ersten vier Folgen der ZDF-Serie Bettys Diagnose.
Er drehte auch Komödien (Was machen Frauen morgens um halb vier?, Falsche Siebziger), Krimis (München Mord, Soko 5113, Der Alte), Liebesfilme (Inga Lindström) und Fernsehserien (Bettys Diagnose, Folge 1 bis 4; Franzi, Folge 1 bis 26). Seine Werke erzielten oft hohe Zuschauerzahlen. So gilt beispielsweise sein Film Dolce Vita aus der ZDF-Reihe München Mord als einer der erfolgreichsten Samstagabend-Filme im Jahr 2022 (über 7 Mio. Zuschauer). Mit der Komödie Was machen Frauen morgens um halb vier? erreichte er bei der Erstausstrahlung 5,5 Millionen Zuschauer und einen Marktanteil von 17,6 Prozent, was im Jahr 2013 zu den besten Ergebnissen an einem Mittwochabend in der ARD zählte. 
Für die preisgekrönte ZDF-Reihe München Mord verfasste er zusammen mit Alexander Liegl das Drehbuch zu Folge 7 (Die ganze Stadt ein Depp), Folge 17 (Der gute Mensch vom Herzogpark) und Folge 19 (Nix für Angsthasen). Auch für die ARD-Reihe Die Bestatterin schrieb das Autoren-Duo mehrere Drehbücher.
Im August 2008 erhielt Kiefersauer das Angebot, eine wöchentliche Kolumne für den Münchner Merkur zu schreiben. Unter der Überschrift Münchner Freiheit sollte er jeden Samstag Geschichten aus seinem Alltag in München erzählen. Am 23. August 2008 erschien der erste Text. Seitdem gab es nur vier Samstagsausgaben des Münchner Merkur ohne einen Text von Kiefersauer (Stand: März 2023). Im Sommer 2011 erschien bei LangenMüller das Sammelbändchen Weltstadt mit Föhn – eine Münchner Pflichtlektüre, das die schönsten Texte aus den ersten beiden Jahren als Kolumnist enthält. Im September 2021 veröffentlichte der Hirschkäfer-Verlag eine weitere Kolumnensammlung unter dem Titel München, Du mich auch!.

## Trivia
- Zwischen 1991 und 2001 war Kiefersauer Bassist der Soulband Sir Quickly. Unter den Musikern waren u. a. Florian Boitin, der Chefredakteur des PLAYBOY Deutschland; die Posaunistin Marion Dimbath, die die Sportfreunde Stiller bei ihrer unplugged-Tour begleitete; und der Schlagzeuger Andreas Haberl, der als Bühnen-Schlagzeuger mit The Notwist auftritt und als Jazzmusiker internationales Ansehen genießt.
- Für die Musikgruppe Bürgermeista und die Gemeinderäte schrieb Kiefersauer Songtexte.
- Kiefersauer besitzt eine Lizenz als Fußballtrainer.

## Auszeichnungen und Preise
- Für den Kurzfilm Wunderbare Tage:
  - Prädikat: „besonders wertvoll“ der FBW
  - 1. Publikumspreis beim Landshuter Kurzfilmfestival
  - 1. Preis bei den Rüsselsheimer Filmtagen 2004
- 2005: Tankred-Dorst-Drehbuchpreis der DrehbuchWerkstatt München für Baching
- 2009: AZ-Stern des Jahres für Franzi, außerdem Nominierungen für den Deutschen Fernsehpreis und Adolf-Grimme-Preis
- 2012: 1. Bad Feilnbacher Filmapfel für Das große Hobeditzn
- 2020: Kulturpreis des Landkreises Bad Tölz – Wolfratshausen

## Filmografie (Auswahl)
- 2002: Wunderbare Tage
- 2004: Menschen in Bayern: Nürnberg – Geschichten aus der Südstadt
- 2004: Andreas Giebel – Reisender
- 2005: Menschen in Bayern: Die Erlanger und ihr Berg
- 2007: Das große Hobeditzn
- 2008: Komödienstadel – Foulspui
- 2008: Baching
- 2010: Komödienstadel – Glen Miller und Sauschwanzl
- 2011: Komödienstadel – A Flascherl vom Glück
- 2012: Komödienstadel – Die fromme Helene
- 2009–2011: Franzi (Fernsehserie)
- 2012: Was machen Frauen morgens um halb vier?
- 2013: Komödienstadel – Allein unter Kühen
- 2013: Komödienstadel – Alpenglühn und Männertreu
- 2014: Vier Drillinge sind einer zu viel
- 2014: SOKO 5113 (Folge 535 bis 539)
- 2014: Komödienstadel: Paulas letzter Wille
- 2014: Bettys Diagnose – Folge 1 bis 4
- 2015: Inga Lindström: Liebe Deinen Nächsten
- 2015: Der Alte: Paradiesvogel und Tödliche Ideale
- 2016: Der Alte: Stummer Zeuge und Schöner Schein
- 2016: Inga Lindström: Tanz mit mir
- 2017: Der Alte: Aufstiegskampf und In voller Absicht
- 2017: Falsche Siebziger
- 2017: Inga Lindström: Verliebt in meinen Chef
- 2018: München Mord: Die ganze Stadt ein Depp
- 2018: Inga Lindström: Die Braut vom Götakanal
- 2019: Inga Lindström: Ausgerechnet Söderholm
- 2021: München Mord: Das Kamel und die Blume
- 2021: Inga Lindström: Hochzeitsfieber
- 2022: München Mord: Dolce Vita
- 2022: Inga Lindström: Jemand liebt dich
- 2023: München Mord: Der gute Mann vom Herzogpark (Fernsehreihe)
- 2024: München Mord: Die indische Methode (Fernsehreihe)
- 2025: München Mord: Nix für Angsthasen (Fernsehreihe)
- 2025: Marie fängt Feuer: Verschüttet (Fernsehreihe)

## Buchveröffentlichungen
- 2011: Weltstadt mit Föhn. Eine Münchner Pflichtlektüre. Fotos von Volker Derlath. LangenMüller, München 2011, ISBN 978-3-7844-3277-9.
- 2021: München, Du mich auch! Das Jahr durch München in Kolumnen. Illustrationen von Michaela Weniger. Hirschkäfer, München 2021, ISBN 978-3-940839-76-3.